# Bouveault-Blanc-Reaktion
Die Bouveault-Blanc-Reaktion oder auch Bouveault-Blanc Reduktion ist eine Reaktion aus dem Bereich der Organischen Chemie. Sie wurde 1903 von den französischen Chemikern Louis Bouveault (1864–1909) und Gustave Louis Blanc (1872–1927) entdeckt und nach ihnen benannt.
Es handelt sich bei dieser Reaktion um eine Reduktion von Estern zu Alkoholen.

## Übersichtsreaktion
Es findet die Reduktion eines Carbonsäureesters (R1COOR2) zum entsprechenden  primären Alkohol (R1OH) mit Hilfe von metallischem Natrium und einem Alkohol – beispielsweise Ethanol – statt:

Synthese von Alkoholen aus Estern bzw. Fetten; R^{1},R^{2}= organische Reste.

Die Reaktion ist eine kostengünstige Alternative zur Reduktion von Estern zu primären Alkoholen und wird in der Industrie aus Kostengründen anstelle von Reduktionen mit teurem Lithiumaluminiumhydrid durchgeführt.

## Reaktionsmechanismus
Metallisches Natrium ist ein Reduktionsmittel mit einem Valenzelektron, d. h., es kann nur ein Elektron abgeben. Es werden also vier Natriumatome benötigt, um einen Ester vollständig zum Alkohol umzuwandeln.

Reaktionsmechanismus der Bouveault-Blanc-Reduktion; R^{1},R^{2}= Organische Reste; R^{3}=Ethylrest.

Diese Reaktion verläuft radikalisch. Durch ständige Reaktion mit dem metallischen Natrium und dem Ethanol entsteht nach mehreren Reaktionsschritten ein primärer Alkohol. Als Protonendonator fungiert Ethanol. Andere Alkohole sind jedoch auch als Protonendonator geeignet.